# Nguyễn Duy Minh
Nguyễn Duy Minh (sinh ngày 26 tháng 7 năm 1982) là Đại biểu Quốc hội nước Cộng hòa xã hội chủ nghĩa Việt Nam. Ông hiện là Thành ủy viên, Ủy viên Đoàn Chủ tịch Tổng Liên đoàn Lao động Việt Nam, Bí thư Đảng đoàn, Chủ tịch Liên đoàn Lao động thành phố Đà Nẵng, Ủy viên Ủy ban Văn hóa, Giáo dục của Quốc hội, Đại biểu Quốc hội khóa XV từ Đà Nẵng. Ông từng là Ủy viên Ban Thường vụ Trung ương Đoàn, Phó Chủ tịch Trung ương Hội Sinh viên Việt Nam, Bí thư Thành đoàn Đà Nẵng.
Nguyễn Duy Minh là đảng viên Đảng Cộng sản Việt Nam, học vị Cử nhân Kinh tế, Thạc sĩ Quản trị kinh doanh, Cao cấp lý luận chính trị. Ông có xuất phát điểm từ lĩnh vực thanh niên, và đều công tác ở Đà Nẵng.

## Xuất thân và giáo dục
Nguyễn Duy Minh sinh ngày 26 tháng 7 năm 1982 tại xã Điện Quang, thị xã Điện Bàn, tỉnh Quảng Nam – Đà Nẵng, nay thuộc tỉnh Quảng Nam. Ông lớn lên và tốt nghiệp phổ thông ở Điện Bàn, học đại học và tốt nghiệp Cử nhân Kinh tế phát triển, tiếp tục học cao học và nhận bằng Thạc sĩ Quản trị kinh doanh. Ông được kết nạp Đảng Cộng sản Việt Nam vào ngày 9 tháng 1 năm 2009, trở thành đảng viên chính thức sau đó 1 năm, từng theo học các khóa chính trị ở Học viện Chính trị Quốc gia Hồ Chí Minh và tốt nghiệp Cao cấp lý luận chính trị. Hiện ông thường trú ở phường Hòa Khê, quận Thanh Khê, thành phố Đà Nẵng.

## Sự nghiệp
Tháng 1 năm 2006, sau khi hoàn tất chương trình đại học, Nguyễn Duy Minh bắt đầu công tác lĩnh vực thanh niên khi được tuyển dụng vào Đoàn Thanh niên Cộng sản Hồ Chí Minh thành phố Đà Nẵng, bắt đầu ở vị trí Chuyên viên Ban Thanh niên Công nhân, Nông thôn và Đô thị. Sau đó 1 năm, ông chuyển sang làm Chuyên viên Ban Tổ chức – Kiểm tra của Thành đoàn Đà Nẵng, được bầu làm Ủy viên Ban Chấp hành Thành đoàn Đà Nẵng từ tháng 11 năm 2007. Vào tháng 4 năm 2009, ông nhậm chức Phó Trưởng Ban Thanh Thiếu nhi – Trường học, được giao nhiệm vụ quyền Trưởng ban từ tháng 2 năm 2011, và Trưởng ban từ tháng 8 cùng năm. Bên cạnh đó, ông cũng là Phó Chủ tịch thường trực Hội Sinh viên thành phố Đà Nẵng, đến tháng 7 năm 2013 thì được bầu làm Phó Bí thư Thành đoàn Đà Nẵng. Tháng 12 năm 2017, tại Đại hội Đoàn toàn quốc lần thứ XI, nhiệm kỳ 2017–2022, ông được bầu làm Ủy viên Ban Thường vụ Trung ương Đoàn, đồng thời là Bí thư Thành đoàn Đà Nẵng, rồi kiêm nhiệm vị trí Bí thư Đảng ủy Thành đoàn Đà Nẵng, Chủ tịch Hội Sinh viên thành phố Đà Nẵng. Vào tháng 7 năm 2018, ông giữ thêm một chức vụ là Phó Chủ tịch Trung ương Hội Sinh viên Việt Nam, được bầu bổ sung vào Ban Chấp hành Đảng bộ thành phố từ tháng 11 năm 2018. Về mặt chính trị – xã hội, ông còn là Ủy viên Ủy ban Mặt trận Tổ quốc Việt Nam thành phố Đà Nẵng, Ủy viên Ban Chấp hành Hội Từ thiện và Bảo vệ quyền trẻ em thành phố Đà Nẵng.
Ngày 29 tháng 11 năm 2019, Nguyễn Duy Minh được chỉ định làm Bí thư Đảng đoàn, rồi được bầu làm Chủ tịch Liên đoàn Lao động thành phố Đà Nẵng, tái đắc cử Thành ủy viên tại Đại hội Đảng bộ thành phố Đà Nẵng lần thứ XXII, nhiệm kỳ 2020–2025. Năm 2021, với sự giới thiệu của Ủy ban Mặt trận Tổ quốc Việt Nam thành phố, ông tham gia ứng cử đại biểu Quốc hội từ thành phố Đà Nẵng, bầu cử ở đơn vị bầu cử số 2 gồm quận Sơn Trà, Ngũ Hành Sơn, Cẩm Lệ, huyện Hoàng Sa, Hòa Vang, rồi trúng cử Đại biểu Quốc hội khóa XV với tỷ lệ 70,93%. Trong nhiệm kỳ này, ông là Ủy viên Ủy ban Văn hóa, Giáo dục của Quốc hội.